# 2407 Haug
2407 Haug (1973 DH) là một tiểu hành tinh vành đai chính được phát hiện ngày 27 tháng 2 năm 1973 bởi Kohoutek, L. ở Bergedorf.